# Сканцано (Л'Аквила)
Сканцано (итал. Scanzano) је насеље у Италији у округу Л'Аквила, региону Абруцо.
Према процени из 2011. у насељу је живело 184 становника. Насеље се налази на надморској висини од 901 м.